# Псалом 18
Псалом 18 (у масоретській нумерації — 19) — вісімнадцятий псалом Книги псалмів. Латиною псалом відомий своїм інципітом «Caeli enarrant gloriam Dei». Авторство псалому традиційно приписується Давидові.
Псалом оспівує славу Богові Творцеві та описує характер і використання «закону Господнього». Псалом 18 є регулярною частиною єврейських, католицьких, англіканських та протестантських літургій.
Він був часто покладений на музику, наприклад, Генріхом Шютцом, Йоганном Себестьяном Бахом, які розпочинали кантати, використовуючи початок псалому, та Йозефом Гайдном, який використав псалом для частини ораторії «Створення світу».
Четвертий вірш цитується у Посланні до Римлян (Рим. 10:18).

## Текст
| Вірш | Гебрейська                                               | Давньогрецька (Септуаґінта) | Латина (Вульгата) | Українська (переклад Хоменка)                                                                                     |
| ---- | -------------------------------------------------------- | --- | --- | --- |
| 1    | לַמְנַצֵּחַ, מִזְמוֹר לְדָוִד                                        | Εἰς τὸ τέλος· ψαλμὸς τῷ Δαυιδ. | [In finem psalmus David] | Провідникові хору. Псалом. Давида.                                                                                |
| 2    | הַשָּׁמַיִם, מְסַפְּרִים כְּבוֹד-אֵל; וּמַעֲשֵׂה יָדָיו, מַגִּיד הָרָקִיעַ            | Οἱ οὐρανοὶ διηγοῦνται δόξαν θεοῦ, ποίησιν δὲ χειρῶν αὐτοῦ ἀναγγέλλει τὸ στερέωμα·                                                        | Caeli enarrant gloriam Dei et opera manuum eius adnuntiat firmamentum                                                          | Небеса оповідають славу Божу, і діло рук його проголошує твердь небесна.                                          |
| 3    | יוֹם לְיוֹם, יַבִּיעַ אֹמֶר; וְלַיְלָה לְּלַיְלָה, יְחַוֶּה-דָּעַת                | ἡμέρα τῇ ἡμέρᾳ ἐρεύγεται ῥῆμα, καὶ νὺξ νυκτὶ ἀναγγέλλει γνῶσιν.                                                                          | Dies diei eructat verbum et nox nocti indicat scientiam                                                                        | День дневі передає слово, ніч ночі об’являє вістку.                                                               |
| 4    | אֵין-אֹמֶר, וְאֵין דְּבָרִים: בְּלִי, נִשְׁמָע קוֹלָם                      | ὐκ εἰσὶν λαλιαὶ οὐδὲ λόγοι, ὧν οὐχὶ ἀκούονται αἱ φωναὶ αὐτῶν·                                                                            | Non sunt loquellae neque sermones quorum non audiantur voces eorum                                                             | То не слова, не мова, яких би голосу не було чути:                                                                |
| 5    | בְּכָל-הָאָרֶץ, יָצָא קַוָּם, וּבִקְצֵה תֵבֵל, מִלֵּיהֶם;לַשֶּׁמֶשׁ, שָׂם-אֹהֶל בָּהֶם     | εἰς πᾶσαν τὴν γῆν ἐξῆλθεν ὁ φθόγγος αὐτῶν καὶ εἰς τὰ πέρατα τῆς οἰκουμένης τὰ ῥήματα αὐτῶν. ἐν τῷ ἡλίῳ ἔθετο τὸ σκήνωμα αὐτοῦ·           | In omnem terram exivit sonus eorum et in fines orbis terrae verba eorum                                                        | по всій землі залунав їх звук, на край світу — їхні слова. На них він розіп’яв намет для сонця,                   |
| 6    | וְהוּא--כְּחָתָן, יֹצֵא מֵחֻפָּתוֹ; יָשִׂישׂ כְּגִבּוֹר, לָרוּץ אֹרַח              | καὶ αὐτὸς ὡς νυμφίος ἐκπορευόμενος ἐκ παστοῦ αὐτοῦ, ἀγαλλιάσεται ὡς γίγας δραμεῖν ὁδὸν αὐτοῦ.                                            | In sole posuit tabernaculum suum et ipse tamquam sponsus procedens de thalamo suo exultavit ut gigans ad currendam viam suam;  | і воно, немов жених, виходить із світлиці, веселе, немов велетень, що шлях свій пробігає.                         |
| 7    | מִקְצֵה הַשָּׁמַיִם, מוֹצָאוֹ--וּתְקוּפָתוֹ עַל-קְצוֹתָם; וְאֵין נִסְתָּר, מֵחַמָּתוֹ    | ἀπ᾽ ἄκρου τοῦ οὐρανοῦ ἡ ἔξοδος αὐτοῦ, καὶ τὸ κατάντημα αὐτοῦ ἕως ἄκρου τοῦ οὐρανοῦ, καὶ οὐκ ἔστιν ὃς ἀποκρυβήσεται τὴν θέρμην αὐτοῦ.     | A summo caeli egressio eius et occursus eius usque ad summum eius nec est qui se abscondat a calore eius                       | Від краю неба його вихід, і кругобіг його — до другого краю. І ніщо не сховається від його жару.                  |
| 8    | תּוֹרַת יְהוָה תְּמִימָה, מְשִׁיבַת נָפֶשׁ; עֵדוּת יְהוָה נֶאֱמָנָה, מַחְכִּימַת פֶּתִי  | ὁ νόμος τοῦ κυρίου ἄμωμος, ἐπιστρέφων ψυχάς· ἡ μαρτυρία κυρίου πιστή, σοφίζουσα νήπια·                                                   | Lex Domini inmaculata convertens animas testimonium Domini fidele sapientiam praestans parvulis                                | Закон Господній — досконалий: він відживлює душу. Засвідчення Господнє — вірне: воно навчає простих.              |
| 9    | פִּקּוּדֵי יְהוָה יְשָׁרִים, מְשַׂמְּחֵי-לֵב; מִצְוַת יְהוָה בָּרָה, מְאִירַת עֵינָיִם   | τὰ δικαιώματα κυρίου εὐθεῖα, εὐφραίνοντα καρδίαν· ἡ ἐντολὴ κυρίου τηλαυγής, φωτίζουσα ὀφθαλμούς·                                         | Iustitiae Domini rectae laetificantes corda praeceptum Domini lucidum inluminans oculos                                        | Господні заповіді — праві: вони радують серце. Веління Господнє — ясне: воно просвічує очі.                       |
| 10   | יִרְאַת יְהוָה, טְהוֹרָה--עוֹמֶדֶת לָעַד: מִשְׁפְּטֵי-יְהוָה אֱמֶת; צָדְקוּ יַחְדָּו   | ὁ φόβος κυρίου ἁγνός, διαμένων εἰς αἰῶνα αἰῶνος· τὰ κρίματα κυρίου ἀληθινά, δεδικαιωμένα ἐπὶ τὸ αὐτό,                                    | Timor Domini sanctus permanens in saeculum saeculi iudicia Domini vera iustificata in semet ipsa                               | Страх Господній — чистий: він вічно перебуває. Суди Господні — правда: всі вони — справедливі;                    |
| 11   | הַנֶּחֱמָדִים--מִזָּהָב, וּמִפַּז רָב; וּמְתוּקִים מִדְּבַשׁ, וְנֹפֶת צוּפִים         | ἐπιθυμητὰ ὑπὲρ χρυσίον καὶ λίθον τίμιον πολὺν καὶ γλυκύτερα ὑπὲρ μέλι καὶ κηρίον.                                                        | Desiderabilia super aurum et lapidem pretiosum multum et dulciora super mel et favum                                           | дорожчі від золота найщирішого і солодощі від меду й патоки найсолодшої.                                          |
| 12   | גַּם-עַבְדְּךָ, נִזְהָר בָּהֶם; בְּשָׁמְרָם, עֵקֶב רָב                         | καὶ γὰρ ὁ δοῦλός σου φυλάσσει αὐτά· ἐν τῷ φυλάσσειν αὐτὰ ἀνταπόδοσις πολλή.                                                              | Etenim servus tuus custodit ea in custodiendis illis retributio multa                                                          | А й твого слугу вони навчили; в їх зберіганні — велика нагорода.                                                  |
| 13   | שְׁגִיאוֹת מִי-יָבִין; מִנִּסְתָּרוֹת נַקֵּנִי                             | παραπτώματα τίς συνήσει; ἐκ τῶν κρυφίων μου καθάρισόν με.                                                                                | Delicta quis intellegit ab occultis meis munda me                                                                              | А свої хиби хто ж розпізнає? Від провин таємних очисть мене!                                                      |
| 14   | גַּם מִזֵּדִים, חֲשֹׂךְ עַבְדֶּךָ-- אַל-יִמְשְׁלוּ-בִי אָז אֵיתָם;וְנִקֵּיתִי, מִפֶּשַׁע רָב | καὶ ἀπὸ ἀλλοτρίων φεῖσαι τοῦ δούλου σου· ἐὰν μή μου κατακυριεύσωσιν, τότε ἄμωμος ἔσομαι καὶ καθαρισθήσομαι ἀπὸ ἁμαρτίας μεγάλης.         | Et ab alienis parce servo tuo si mei non fuerint dominati tunc inmaculatus ero et emundabor a delicto maximo                   | І від гордости відгороди слугу твого, щоб не заволоділа мною. Тоді я буду бездоганний і чистий від гріха тяжкого. |
| 15   | יִהְיוּ לְרָצוֹן אִמְרֵי-פִי, וְהֶגְיוֹן לִבִּי לְפָנֶיךָ:יְהוָה, צוּרִי וְגֹאֲלִי    | καὶ ἔσονται εἰς εὐδοκίαν τὰ λόγια τοῦ στόματός μου καὶ ἡ μελέτη τῆς καρδίας μου ἐνώπιόν σου διὰ παντός, κύριε βοηθέ μου καὶ λυτρωτά μου. | Et erunt ut conplaceant eloquia oris mei et meditatio cordis mei in conspectu tuo semper Domine adiutor meus et redemptor meus | Нехай слова уст моїх будуть тобі милі, і мислі мого серця перед тобою, Господи, моя Скеле й мій Ізбавителю!       |

## Літургійне використання

### Католицька церква
Згідно Статуту Бенедикта, псалом читається під час першої години Літургії годин по суботах.

### Юдаїзм
- Псалом 18 читається повністю під час шабату та свят Ізраїлю
- під час весільних святкувань у деяких традиціях
- під час першого дня Шавуоту в деяких традиціях
- 14 вірш присутній у молитві «Аміда» під час святкування Рош га-Шана
- 15 вірш читається у кінці молитви «Аміда»